# Lithophane mouterdei
Lithophane mouterdei är en fjärilsart som beskrevs av Charles Boursin 1955. Lithophane mouterdei ingår i släktet Lithophane och familjen nattflyn. Inga underarter finns listade i Catalogue of Life.